# Labin
Labin (lat. Albona) grad je u zapadnoj Hrvatskoj, u Istarskoj županiji.

## Gradska naselja
Sedamnaest naselja (stanje 2006.) pripada Gradu Labinu, to su: Bartići, Breg, Duga Luka, Gondolići, Gora Glušići, Kapelica, Kranjci, Labin, Marceljani, Presika, Rabac, Ripenda Kosi, Ripenda Kras, Ripenda Verbanci, Rogočana, Salakovci, Vinež. Najveća od tih naselja su Labin, Vinež i Rabac.

## Zemljopisni položaj
Urbani dio naselja Labin udaljen je 2 km zračne linije od mora, a 3 km od turističkog naselja Rapca na istočnoj obali Istre. Na brežuljku je smješten Stari grad, a drugi dio grada podno njega poznat je pod nazivom Podlabin (prvotno nastao kao rudarsko naselje 30-tih godina prošlog stoljeća). Kroz Labin prolazi državna cesta koja spaja Rijeku i Pulu. Najbliža zračna luka nalazi se u Puli i udaljena je 40 km. Najbliža željeznička pruga je Lupoglav – Pazin – Pula. Najbliže trajektno pristanište je Brestova s linijama prema otoku Cresu, a gospodarska luka Bršica nedaleko Trgeta.  

### Klimatska obilježja
Klima u Labinu je mediteranska, s prosječnom zimskom temperaturom od 6°C, a ljetnom od 24°C.

## Stanovništvo

### Popis 1991.
Za vrijeme popisa stanovništva 1991., labinska općina sadržavala je i današnje općine Raša, Sveta Nedelja, Kršan i Pićan. Osjećaj regionalne pripadnosti (tzv. Istrijani) tada je bio posebno raširen pa je gradsko naselje Labin imalo 9.036 stanovnika, od čega 45,6 % Hrvata, čak 37,6 % 'ostalih' (tzv. Istrijani), pa Talijani i drugo), 10,1 % Muslimana te 3,5 % Srba. Na područje cijele tadašnje općine Labin živjelo je 25.983 stanovnika, od čega 44,4 % Hrvata, 43,8 % 'ostalih', 7,7 % Muslimana te 2 % Srba.

### Popis 2001.
Prema popisu stanovništva iz 2001., na području Grada Labina živjelo je 12.426 stanovnika. Najviše je bilo Hrvata (67,9 %), zatim nacionalno neopredijeljenih (16,2 %), Bošnjaka (4,2 %), Talijana (3 %) i Srba (2,2 %). Svih ostalih zajedno je bilo 6,5 %. Od nacionalno neopredijeljenih, njih 44,8 % izjasnilo se u smislu regionalne pripadnosti (7,3 % od ukupnog stanovništva Grada Labina).

### Popis 2011.
Prema popisu stanovništva iz 2011., na području Grada Labina živjelo je 11.642 stanovnika. Najviše je bilo Hrvata (62,5 %), zatim regionalno opredijeljenih (17,6 %), Bošnjaka (7,8 %), Talijana (2,4 %) i Srba (2,5 %). Svih ostalih zajedno je bilo 7,2 %.
| broj stanovnika | 2283  | 2698  | 3722  | 4231  | 4369  | 4564  | 4495  | 3531  | 7958  | 9851  | 10253 | 10778 | 12014 | 13144 | 12426 | 11642 | 10424 |
|                 | 1857. | 1869. | 1880. | 1890. | 1900. | 1910. | 1921. | 1931. | 1948. | 1953. | 1961. | 1971. | 1981. | 1991. | 2001. | 2011. | 2021. |

| broj stanovnika | 1641  | 2084  | 2011  | 2115  | 1879  | 1799  | 2557  | 2319  | 4011  | 6228  | 6649  | 7261  | 8530  | 9036  | 7904  | 6893  | 5806  |
|                 | 1857. | 1869. | 1880. | 1890. | 1900. | 1910. | 1921. | 1931. | 1948. | 1953. | 1961. | 1971. | 1981. | 1991. | 2001. | 2011. | 2021. |

## Uprava
Grad Labin ima gradonačelnika (Donald Blašković, gradonačelnik od 2025. godine) i zamjenika (Goran Vlačić). Gradska uprava sastoji se od šest upravnih odjela. To su: Upravni odjel za poslove Gradonačelnika, Gradskog vijeća i opće poslove, Upravni odjel za komunalno gospodarstvo i upravljanje imovinom, Upravni odjel za proračun i financije, Upravni odjel za gospodarstvo i EU projekte, Upravni odjel za prostorno uređenje, zaštitu okoliša i izdavanje akata za gradnju i Upravni odjel za društvene djelatnosti. Upravni odjel za prostorno uređenje, zaštitu okoliša i izdavanje akata za gradnju ima u svom sastavu i Odsjek za prostorno uređenje i izdavanje akata za gradnju. Gradsko vijeće sastoji se od 15 članova, a na području Grada Labina djeluje sedam mjesnih odbora (Labin donji, Kature, Labin gornji, Vinež, Rabac, Kapelica i Ripenda) od čega po sedam vijećnika imaju Labin donji i Kature, a svi ostali po pet. Posljednji izbori za vijeća mjesnih odbora održani su 2024. godine. Posljednji lokalni izbori u Labinu održani su 2025. godine.

## Povijest
Labin je nastao na mjestu rimskog naselja Albona. Od 1295. bio je pod vlašću Pazinskih grofova, a od 1381. pod akvilejskim patrijarhom. Od 1420. do 1797. pod vlašću je Venecije, da bi potom pripao Austriji. Ključna djelatnost u razvoju Labina i okolice dugo je vremena bila rudarstvo, a proizvodio se kameni ugljen. Zbog rudarenja podignuta su rudarska naselja u obližnoj Raši, ali i Vinežu i Labinu. 

### Labinska republika
Nakon I. svjetskog rata Istru je okupirala Italija. Godine 1921. izbija pobuna labinskih rudara protiv fašističkog režima, te je osnovana Labinska republika s radničkom samoupravom, no nakon četrdesetak dana ugušena je vojnom intervencijom. Ta se pobuna smatra prvom uopće antifašističkom pobunom u svijetu i najznačajniji je događaj u povijesti labinskog rudarenja. Desetljeće i pol kasnije Labin se širi na dolinu ispod Starog grada gdje je sagrađeno rudarsko naselje.

### Drugi svjetski rat
Veliki broj Labinjana sudjeluju u Narodnooslobodilačkoj borbi tijekom II. svjetskog rata. Tom prilikom svoje živote je položilo više od 1300 osoba. Nakon toga Labin je postao dio Jugoslavije, odnosno Hrvatske.

## Gospodarstvo
Više od 400 godina u Labinu i okolici odvijala se intenzivna rudarska djelatnost. Rudnici su dugo bili kralježnica labinskog gospodarstva. Najveća proizvodnja u Istarskim ugljenokopima ostvarena je 1942. godine kada je uz 10.470 radnika iskopano 1.158.000 tona ugljena. Rudnik u Labinu prestao je s radom 1988. godine, nakon čega je nastupila višegodišnja kriza u labinskom gospodarstvu koje je u velikoj mjeri ovisilo o rudarstvu, a koje je potpuno ugašeno u Tupljaku 1999. godine. Labin se okrenuo prema malom i srednjem poduzetništvu te otvaranju gospodarskih zona. Tako je otvorena i uspješna poduzetnička zona na Vinežu. Danas je Labin drugi najveći izvoznik u Istri, dok se u turizmu ostvaruje i preko 1,3 milijuna noćenja. Najveći dio turističke djelatnosti odvija se u Rapcu.

## Mediji
- Labinština.info – tiskani mjesečnik i web portal
- 5portal.hr – web portal
- Labinska Komuna – web portal
- LC – web portal
- Radio Labin – radijska postaja

## Poznate osobe
- Matija Vlačić Ilirik – srednjovjekovni filozof i protestantski teolog
- Antonio Bollani – venecijanski general i senator, istaknuo se u ratu protiv Osmanlija (1645. – 1669.)
- Bartolomeo Giorgini – labinski historičar i apotekar (18. st.)
- Tomaso Luciani – podestat Labina, proučavatelj starina, publicist, političar (1818. – 1894.)
- Antonio Scamppichio – podestat Labina, advokat, političar, proučavatelj starina, arheolog (1830. – 1912.)
- Josip Belušić – izumitelj, 1888. godine konstruirao prvi električni brzinomjer.
- Giuseppina Martinuzzi – sindikalistica i pjesnikinja
- Valner Franković – rukometaš, s hrvatskom reprezentacijom 1996. godine osvojio zlatnu medalju na Olimpijskim igrama u Atlanti (SAD) 1996.
- Franka Batelić Ćorluka – pjevačica
- Luka Stepančić – rukometaš, hrvatski reprezentativac
- Daniel Načinović – pjesnik, prozaik, esejist, novinar i prevoditelj

## Spomenici i znamenitosti
Stari Labin je naselje akropolskoga tipa. Sadašnji izgled formira između XVI. do XVIII. stoljeća. Nekoć je bio okružen zidinama iz XIV. stoljeća, a u XVI. stoljeću se okružuje novim fortifikacijama. Grad se ponovno širi u XVIII. i XIX. stoljeću, kada se gradske zidine pretvaraju u stambene zgrade, pa čak i palače. U to vrijeme formira se sadašnji glavni starogradski trg zvan 'Crć' (danas 'Titov trg'). Stari grad obiluje kulturno-spomeničkom baštinom. Najstarije su građevine ostatci crkve sv. Justa iz IX. stoljeća, te ostaci župne crkve iz XI. stoljeća. Također obiluje renesansnim i baroknim patricijskim palačama. Poznate su renesansna palača obitelji Scampicchio iz XV. stoljeća te pretorska palača iz 1555. s renesansnim biforama. U XVII. stoljeću grade se i barokne palače Franković-Vlačić, Manzini i Negri. Ističe se palača Battiala-Lazzarini iz XVIII. stoljeća, jedna od najočuvanijih i najreprezentativnijih baroknih palača u Istri. U njoj je danas Narodni muzej Labinštine, s bogatom arheološkom, etnografskom i kulturnopovijesnom zbirkom. U Muzeju je i replika rudničkog horizonta što je jedinstveno u Istri. Gradsko kazalište (Circolo) izgrađeno je 1843., a nastalo je preuređenjem fontika za žito iz 1539. Župna crkva sv. Marije današnji oblik poprima u XIV. stoljeću, a tijekom XVI. i XVII. stoljeća pregrađuje se i proširuje. Zvonik je izgrađen 1623. i otvoren je u ljetnim danima. Između župne crkve i palače Battiala-Lazzarini nalazi se i manja kapela iz XVIII. stoljeća, posvećena sv. Stjepanu, s jednim od najljepših i najraskošnijih baroknih crkvenih pročelja u Istri. Unutar gradskih zidina nalazi se i kapela sv. Marije od Karmela iz 1615. Važna su i gradska vrata sv. Flora iz 1646. Glavnim trgom dominira lođa (gradska loža) iz XVII. stoljeća, te gradska palača izgrađena 1900. gdje je danas gradska uprava. Na padinama staroga grada smještene su tri manje crkve: sv. Marije Magdalene iz XIV. stoljeća, sv. Antuna i sv. Marije od Zdravlja iz XV. stoljeća, s vrijednim slikama A. Moreschia. Stari grad u današnje je vrijeme poznat i kao grad umjetnikâ (Labinski ateljeri). Naselje podno brda počelo se razvijati za vrijeme talijanske uprave Labinom netom prije II. svjetskoga rata. Tada je 1940. dovršena gradnja rudarskoga okna i naselja za potrebe rudnika. To naselje je nazvano Pozzo Littorio (ili Podlabin). Tada počinje intenzivniji urbani razvoj u dolini ispod staroga grada koji se naročito nastavio za vrijeme jugoslavenske uprave.
Postoji poučna staza između Labina i Rapca, kuda prolaze turističke staze 423 i 424.

## Obrazovanje
- OŠ "Matija Vlačić"
- OŠ "Ivo Lola Ribar"
- SŠ "Mate Blažine"
- Centar s osnovnoškolskim obrazovanjem djece s teškoćama u razvoju i stacionarom "Liče Faraguna"
- Pučko otvoreno učilište (u sklopu je i Osnovna glazbena škola "Matka Brajše Rašana")

## Kultura
- Labin Art republika – ljetni festival kulture, pretežno se odvija u Starome gradu
- Mediteranski kiparski simpozij – nekadašnja katedra Čakavskog sabora iz čijeg je rada nastao Park skulptura Dubrova
- Labin Art Express XXI
- Radio Labin[7] je počeo s emitiranjem 26. ožujka 1996. godine.

## Šport
- Nogometni klub Rudar
- Nogometni klub Iskra Vinež
- Nogometni klub Rabac
- Muški rukometni klub Rudar Labin
- Ženski rukometni klub Rudar
- Šahovski klub Labin
- Boćarski klub Rudar
- Boćarski klub Labin
- Judo klub Ippon
- Judo klub Meto
- Malonogometni klub Albona Potpićan '98
- Odbojkaški klub Albona
- Atletski klub Albona
- Jedriličarski klub Kvarner Rabac
- Teniski klub Rabac
- Košarkaški Klub Rudar
- Kickboxing klub Budokai Labin

Od 1968. održava se malonogometni turnir u jednom od naselja s područja Labinštine.
Od 2002. održava se Memorijalni malonogometni turnir 'Branislav Farkaš'.

## Vanjske poveznice
- Službena stranica
- Turistička zajednica grada Labina-Rapca  Arhivirana inačica izvorne stranice od 11. prosinca 2013. (Wayback Machine)
- Štrajk labinskih rudara  Arhivirana inačica izvorne stranice od 17. kolovoza 2019. (Wayback Machine)